# Peña Blanca, Larráinzar
Peña Blanca är en ort i Mexiko.   Den ligger i kommunen Larráinzar och delstaten Chiapas, i den sydöstra delen av landet, 700 km öster om huvudstaden Mexico City. Peña Blanca ligger 1 825 meter över havet och antalet invånare är 113.
Terrängen runt Peña Blanca är kuperad åt sydväst, men åt nordost är den bergig. Runt Peña Blanca är det ganska tätbefolkat, med 166 invånare per kvadratkilometer. Närmaste större samhälle är Bochil, 13,8 km nordväst om Peña Blanca. I omgivningarna runt Peña Blanca växer i huvudsak städsegrön lövskog.